# Narissara France
Pour les articles homonymes, voir France (homonymie).
 (septembre 2017).
Narissara Nena France, née en 1990 à Norwich, est une mannequin britannique qui a été élue pour représenter son pays à l'élection de Miss Univers 2015.

## Biographie
Elle naît à Londres, de parents d'origines indienne et thaïlandaise, et passe son enfance dans le comté de Norfolk.
En 2013, Narissara remporte le titre de Miss Grand Londres 2013, qualifiée pour Miss Angleterre, et devient deuxième dauphine à l'élection nationale. 
Le 27 juin 2015, elle est couronnée Miss Univers Grande Bretagne 2015, pour représenter son pays à l'élection de Miss Univers 2015.